# Yadong
Yadong, även känt som Dromo, är ett härad (dzong) som lyder under staden Shigatse i Tibet-regionen i sydvästra Kina.
Orten öppnades för utrikeshandel 1894 enligt ett fördrag med Storbritannien.
Yadong ligger nära Kinas gräns mot Bhutan och den indiska delstaten Sikkim. Orten är belägen vid Chumbidalens mynning, som bland annat var den väg Francis Younghusband använde när han ledde de brittiska expeditionen mot Tibet 1904.